# 快快!高田病院へ行こう
『快快!高田病院へ行こう』（かいかい たかだびょういんへいこう）は、1992年10月4日から1993年3月28日まで日本テレビ系列で放送されていた中京テレビ製作のクイズ番組・教養番組である。全24回。放送時間は毎週日曜 10:30 - 11:00（日本標準時）。

## 概要
毎回病気の予防法やその他健康維持の秘訣などをテーマにしたクイズを出題し、それらを通じて視聴者に知識として提供していた番組である。すなわち、クイズ番組であると同時に教養番組としての側面を併せ持っていた。司会は、この番組以後も中京テレビ製作番組に起用され続けることになる高田純次と、かつて『ラジオDEごめん』で火曜深夜のレギュラーを務めていた岡本夏生が担当。
この番組の進行形式は、「笑撃高田記念病院」（しょうげきたかだきねんびょういん）を訪れた患者＝解答者たちが各自出題されるクイズに答え、それによって獲得した「ビタミン」（総合得点）でその後の進退を決められるというものであった。ビタミンがプラスの者は晴れて「退院」となり、マイナスの者は「再入院」とされた。司会の高田と岡本はそれぞれ同病院の「院長」と「婦長」（放送当時の表現。現・師長）という役回りで出演し、その他のレギュラー陣とゲストはそれぞれ同病院に入院中の「患者」と「外来患者」という役回りで出演していた。このような設定であったため、入院患者たちに与えられるパネラー席は病室のベッドを模したものになっていた。また、入院患者たちは各自パジャマ姿になり、ベッドの上に座りながらクイズに答えていた。番組は一時期、入院患者たちの衣装と同じ種類のパジャマを視聴者プレゼントにしていた。
番組の収録は、東京タワーの付近にあった芝公園スタジオ（当時の名称）の第1スタジオで行われていた。

## 出演者

### 司会
- 高田純次 - 院長役で出演[3]。
- 岡本夏生 - 婦長役で出演[3]。

### 解説者
- 海原純子（医学博士） - 女医役で出演。

### パネラー
- 渡辺正行
- 土屋圭市
- 麻木久仁子
- 円広志
- 島崎俊郎
- 松本明子
- ほか

## スタッフ
- オープニングCG：桃園隆夫
- 医学監修：海原純子 ほか
- 構成：原すすむ、乙川恒樹、村上知行、村田松葉、塚田均、喰始[2]
- 技術協力：浜町スタジオ、ビデオスタッフ、東京テレビセンター、銀座ビデオテック
- ディレクター：伊豫田祐司、鈴木信広
- プロデューサー：逆瀬川治彦、山本孝義
- 制作協力：レットアス・カンパニー
- 制作・著作：中京テレビ[2]

## テーマ曲
オープニングテーマ
「高田病院へ行こう」（Chica Boom） - 番組オリジナルテーマ曲。
エンディングテーマ
「いちばん近い天国」（Chica Boom）

## 放送局
日本テレビ系列22局で放送されていた。特記の無い局はすべて同時ネット。
- 中京テレビ（製作局）
- 日本テレビ
- 北日本放送[5]
- テレビ金沢[6]

## エピソード
本番組の放送開始に先駆け、中京テレビは「快快！」の名を冠した放送局キャッチフレーズを採用した。高田は、このキャッチフレーズのキャンペーンCM（作詞・作曲：東京バナナボーイズ）にも出演した。
2004年4月25日に放送の中京テレビ開局35周年記念特別番組『中京テレビ大感謝祭！4時間生スペシャル!!』で、およそ11年ぶりにこの番組の映像が流された。また、後の開局40周年記念特番『笑わせたいの 中京テレビ〜3時間爆笑スペシャル〜』においてもこの番組の映像が流された。